# ラホマ
ラホマ（Lahoma）は、アメリカ合衆国オクラホマ州のガーフィールド郡にある町。人口は539人（2020年）。地名はオクラホマの後ろの3音節から採られている。ラホマは、1960年代までは、農業集落であった。その後は、おもにイーニドへの通勤者たちのベッドタウンとなっている。

## 歴史
ラホマは、1893年のランド・ランを受けて、1894年に町として創建された。当初の町は現在地よりも1マイル（約1.6km）ほど離れた場所に作られたが、1901年に、新たに建設された鉄道に近い現在地へと、おもな建物、事業、住宅などが移された。

## 地理
ラホマの座標上の位置は、北緯36度23分17秒 西経98度5分20秒 / 北緯36.38806度 西経98.08889度 (36.387928, -98.088752) である。
アメリカ合衆国国勢調査局によれば、町の総面積は0.3平方マイル (0.78 km2)、すべて陸地で水面はない。
町はガーフィールド郡の西部に位置しており、郡庁所在地イーニドの11マイル（およそ18km）西方にある。

## 人口構成
2010年の時点で、人口 577人、244世帯で、164家族がこの町に住んでいた。人口密度は、732.2人/km2（1,896.5人/平方マイル）であった。住宅戸数は 267戸で、平均密度は 343.6戸/km2（877.6戸/平方マイル）であった。人種構成は、95.84% が白人、0.69%がアフリカ系、1.21% がネイティブ・アメリカン、0.52% がアジア系、0.35% がその他の人種となっており、1.39% は2つ以上の人種の混交であった。いずれの人種かに関わらず、ヒスパニックないしラティーノと回答した者は 3.47% であった。
244世帯のうち、30.3% には18歳未満の子どもがおり、49.6% は結婚し同居している夫婦で、15.2% には夫のいない女性世帯主がおり、32.4% は家族の定義から外れる世帯であった。全世帯の 30.3% は、単身世帯であり、10.2% は65歳以上の独居高齢者の世帯であった。平均世帯人員は 2.36人、平均家族人員 2.94人であった。
年齢階層別では、24.4% が18歳未満、10.2% が18歳から24歳、28.4% が25歳から44歳、24.3% が45歳から64歳、12.7% が65歳以上であった。男女比では、48.5% が男性、51.5% が女性であった。年齢中央値は 37 歳であった。100家族あたりの男性の数は 84.9人であった。また、18歳以上の女性100人あたりの男性の数は 84.0人であった。

この町の世帯年収の中央値は $30,227、家族年収の中央値は $37,875 であった。男性の年収中央値は $25,625 で、これに対して女性は $18,462 であった。町の一人当たりの収入は、$14,111 であった。家族のうち 4.9%、人口のうち 8.9% は、貧困線を下回る水準にあり、その中には、18歳未満人口の 6.5%、65歳以上人口の 16.9% が含まれていた。

## 学校
- Cimarron Public School の学区に入っている[7]。

## 教会
First Baptist Church
W. Lahoma Rd between Antiques n Things & Lahoma Storage
Lahoma, OK 73754
Zion Lutheran Church
502 Oklahoma Ave
Lahoma, OK 73754
United Church of Lahoma
P.O. Box 621
Lahoma, OK 73754

## 著名な出身者
- ノーキー・エドワーズ - ザ・ベンチャーズのリードギタリスト